# Osteom osteoid
Osteomul osteoid este o tumoră benignă a osului, solitară, întotdeauna dureroasă și de mici dimensiuni, cel mai adesea diafizară, constituită din țesut osteoid ce conține osteoblaste, celule de tranziție între fibroblaste și osteoblaste și numeroase osteoclaste. Acest țesut osteoid formează un țesut osos atipic nehaversian ce realizează o osteoscleroză densă.

## Frecvența, vârsta, localizare
- Frecvența: tumoră relativ frecventă. Reprezintă 10% din totalul tumorilor benigne ale osului. OO este depășit ca frecvență doar de exostoză și de fibromul histiocitar.

- Vârstă și sex: este o tumoră tipică pentru copilăria târzie, adolescență și adultul tânăr. Rareori întâlnită înainte de 5 ani și după 30 ani. Afectează în special bărbații, raportul b/f = 2/1.

- Localizare: cel mai frecvent în oasele lungi: femur, tibie (55% din cazuri), humerus. Localizarea este diafizară și rareori metafizară (cu precădere extremitatea proximală a femurului: col și regiunea intertrohanterică). Poate fi observat și în oasele scurte, particular în oasele tarsului (unde preferă talusul), la nivelul coloanei vertebrale (preferă regiunea lombară), fiind localizat aproape exclusiv în arcul posterior și în pediculi. Poate fi localizat și în oasele metacarpiene și metatarsiene și falange.

Rareori apare în oasele plate și la nivelul epifizelor.
Este necunoscut oaselor cu origine membranoasă: craniu și claviculă.

## Diagnostic clinic
1) Durerea: simptom aproape constant și permanent. Intensitate variabilă, de obicei suficient de intensă ca să necesite folosirea analgeticelor. Este independentă de activitate, dar mai intensă noaptea. Este exacerbată de consumul de băuturi alcoolice (vasodilatație). Presiunea locală de asemeni o exacerbează. Caracteristic: durerea diminuează mult sau dispare prin administrarea de aspirină. Apare cu 2-3 ani înaintea prezentării la medic. În faza inițială cedează ușor la antialgice. Localizările vertebrale sunt însoțite de contractură musculară și de scolioză antalgică.
	Durerea se poate manifesta și ca o durere articulară (în articulația vecină), însotiță de redoare articulară, revarsat articular și impotență funcțională parțială.
2) Tumefacția: este vizibilă sau poate fi simțită prin palpare doar când tumora interesează oasele superficiale. Tegumentul ce acoperă tumora este normal.

## Diagnostic anatomopatologic
1) Macroscopic: localizare de obicei unică, fie la nivelul diafizei, dându-i un aspect fuziform, fie în țesutul osos epifizar spongios.
Leziunea specifică este nidusul. Acesta este o tumoară ovoidă/rotundă, de consistență moale (consistența crește spre zona centrală a nidusului care este calcificată), culoare brun-roșcată și dimensiune mică (diametru = 2 - 10 mm), rareori mai mare. În jurul nidusului se formează os compact, mai dezvoltat când leziunea afectează corticala, dând o hipercondensare osoasă de mai mulți mm grosime. Uneori condensarea interesează întreaga circumferință diafizară.
Când localizarea este în țesut osos spongios reacția osoasă perifocală este discretă.
Când nidusul este superficial se produce o îngroșare prin apoziție periostală, OO putând protruziona la suprafața osului. În localizarea vertebrală, el poate irita și comprima o rădăcina nervoasă.
	OO este în general ușor de enucleat din patul său osos.
Țesuturile moi și membrana sinovială ce acoperă un OO superficial sau unul intraaricular sunt de obicei îngroșate, hiperemice, edematoase, ca într-un proces inflamator.
2) Microscopic: sunt deosebite 2 zone:
- zona centrală = nidusul. Alcătuit din țesut osteoid cu travee neregulate dispus într-un țesut conjunctiv cu potențial osteogen, intens vascularizat. Între traveele osteoide se găsesc osteoblaste, celule mezenchimale ce fac trecerea între fibroblaste și osteoblaste și numeroase osteoclaste. Țesutul osteoid formează țesut osos atipic nehaversian ce realizează progresiv o osteoscleroză densă. Țesutul osteoid este mai matur în centrul tumorii (partea mai "bătrână" a tumorii). El corespunde nucleului radioopac al OO.

	Pentru diagnosticul radiologic și pozitiv este esențială evidențierea leziunii specifice - nidusul.
- zona periferică = țesut osos dens. Reprezintă os neoformat subperiostal. Reacția intensă hiperostotică din osul înconjurător explică creșterea limitată a tumorii.

## Diagnostic radiologic
Aspectul Rx diferă în funcție de localizare și vârsta pacientului.
	După localizare se disting 3 forme de OO:
1) OO cortical: este tipul clasic. Cel mai frecvent. Imaginea Rx este caracteristică: arie de osteoliză mică sau foarte mică, rotund-ovalară, cu diametrul < 10 mm (în formă gigantă, rară, d = 10-20 mm) - nidusul, înconjurat de o reacție difuză de scleroză periferică, foarte intensă Rx și disproporționat de amplă față de dimensiunea nidusului. Scleroza difuză se pierde treptat în țesutul osos înconjurător. Uneori condensarea osoasă este foarte amplă și cuprinde întreaga circumferință a segmetului osos afectat.
	În interiorul nidusului poate exista un nucleu central și neregulat de opacitate osoasă.
	Imaginea Rx poate varia considerabil în funcție de localizarea tumorii și de stadiul său de evoluție.
	În stadiile incipiente aspectul morfologic al osului este rareori modificat. În stadiile avansate osul ia aspect fuziform în zona afectată, de cele mai multe ori de o singură parte a diafizei, cu suprafețe clare și regulate, cu radioopacitate intensă. Aria osteolitică a OO este localizată în centrul acestei îngroșări, orientată mai degrabă spre suprafața endostală a osului decât spre cea exterioară, dar întotdeauna înconjurată de o hiperostoză reactivă. Cu timpul, reacția osoasă din jurul nidusului este atât de mare încât opacitatea sa intensă poate camufla osteoliza dată de un nidus mai mic. Acesta poate fi descoperit doar CT sau RMN.
2) OO spongios: are sediu periferic. Afectează în special colul femural, corpul vertebral și oasele mici ale mâinilor și picioarelor.
Imaginea sa Rx este de zona de intensitate redusă, de dimensiuni mici (<15 mm), delimitată discret de un lizereu de condensare ce reprezintă reacția perifocală de amploare mai redusă decât în forma corticală. Dacă OO este mic, poate fi cu greu identificat Rx.
Când OO este localizat la nivelul vertebrelor se manifestă Rx printr-o opacitate în pediculi sau zona istmică de obicei uniformă dar mai palidă, nidusul fiind puțin evident. OO poate chiar să nu fie văzut deloc pe Rg. OO vertebral cauzează scolioza din cauza contracției antalgice. Scolioza este concavă pe partea unde este localizat OO. Rareori OO este localizat în corpul vertebral.
3) OO subperiostal: este foarte rar. Localizat de obicei la nivelul scheletului mâinii și piciorului sau la nivelul colului femural. Se prezintă ca o masă moale adiacentă osului căruia îi imprimă o amprentă de atrofie prin presiune.
Arteriografia: demonstrează vascularizația bogată a OO (în special în localizările din oasele spongioase și oasele mici).

## Diagnostic scintigrafic
Scintigrafia pune în evidență o arie rotundă de hipercaptare intensă, de tipul "un far în ceață".
Dacă scintigrafia este negativă diagnosticul de OO este exclus.

## Diagnostic pozitiv
Este bazat pe examenul clinic: pacient tânăr sau copil, cu durere continuă, intensă, de lungă durată, mai intensă noaptea, neinfluențată de vreun tratament - cu excepția aspirinei, la nivelul șoldului, a unei diafize, coloanei sau a piciorului.
Diagnosticul Rx de OO este în multe cazuri pus tardiv sau deloc.
Scintigrafia este pozitivă. Dacă este negativă, dg pozitiv de OO este infirmat.
Diagnosticul pozitiv se pune pe baza CT, chiar când dg Rx este negativ sau dubios.
Aceste examene suplimentare nu trebuie omise nici atunci când dg Rx este caracteristic OO.

## Diagnostic diferențial
1) Osteomielita cronică de la început (abcesul Brodie): elementul util de diferențiere este arteriografia. Nidusul este hipervascularizat, abcesul nu. Abcesul Brodie este localizat mai frecvent metafizar. Osteoliza este mai mare și mai neregulată. Haloul de hiperostoza este mai intens și mai larg, în special în osul spongios.
2) Osteoblastomul
3) Osteo-periostita inflamatorie sclerozantă: este caracterizată prin durere mai puțin intensă și discontinuă, scintigrafia este mai puțin pozitivă și mai difuză și nu există nidus.

## Evoluție
Încă nu s-a stabilit dacă OO regresează spontan (în câțiva ani) sau nu.
OO netratat crește foarte puțin în volum. Datorită reacției flogistice cu care se asociază, poate să determine deformarea metafizei în creștere și redoarea articulației din vecinătate, în special a șoldului.
Excepțional de rar, OO se poate transforma în osteoblastom.

## Tratament
Este exclusiv chirurgical. Constă în rezecția tumorii. Rezecția ei incompletă duce de regulă la recidivă.
1) rezecția largă a tumorii: sunt înlăturate nidusul și puțin țesut osos scleros. Excizia țesutului osos hiperostotic sau a țesutului reactiv înconjurător trebuie să fie minimă pentru a nu slăbi osul conținător și pentru că ele revin repede la normal după excizia nidusului. În unele localizări rezecția este foarte greu de realizat. De aceea, tratamentul începe cu planificarea riguroasă a abordului OO pe baza CT. Abordul și expunerea bună a nidusului permit excizia lui completă. Spre exemplu, la nivelul colului femural, OO este localizat de obicei superficial și mai aproape de cortexul anterior sau de articulație. Abordul va fi anterior sau intraarticular.
Când OO este localizat diafizar mai profund, odată cu nidusul va fi excizat și osul acoperitor.
2) osteoplastia secundară: se face cu os spongios, os cortico-spongios, proteză sau implant metalic adecvat (tije, șurub, plăci).
După scoaterea OO, durerea dispare imediat și definitiv. Când există recidive, înseamnă că OO nu a fost excizat complet.